# Sevmýri
Sevmýri – nieczynny stadion piłkarski w Tvøroyri, na Wyspach Owczych. Obiekt mógł pomieścić 1000 widzów. Do 2010 roku swoje spotkania rozgrywali na nim piłkarze klubu TB Tvøroyri.
Stadion przez lata był świadkiem największych sukcesów TB Tvøroyri (klub ten zdobywał mistrzostwo Wysp Owczych w latach 1943, 1949, 1951, 1976, 1977, 1980 i 1987). Rozegrano na nim także kilka spotkań finałowych Pucharu Wysp Owczych. Po zakończeniu sezonu 2010 TB Tvøroyri zaprzestał korzystania z tego obiektu (nie spełniał on już wymagań Związku Piłkarskiego Wysp Owczych; ostatni mecz rozegrano na nim 16 października 2010 roku) i w sezonie 2011 rozgrywał swoje mecze na stadionie Á Skørðunum w Hvalbie, a dwa pierwsze mecze sezonu 2012, w którym powrócił do najwyższej klasy rozgrywkowej, rozegrał na obiekcie Á Eiðinum w Vágur. 17 listopada 2011 roku rozpoczęła się budowa nowego stadionu (Við Stórá) w Trongisvágur, niedaleko Tvøroyri, który zainaugurowano 29 kwietnia 2012 roku i odtąd na nim swoje spotkania rozgrywają piłkarze TB Tvøroyri. Stare boisko Sevmýri przekształcono natomiast w miejsce postoju dla samochodów kempingowych.